# 新博康
新博康（法語：Beaucamps-le-Jeune，法語發音：[bokɑ̃ lə ʒœn]）是法国上法蘭西大區索姆省的一个市镇，与旧博康相邻，属于亚眠区。

## 地理
新博康（49°48'58"N, 1°46'19"E）面积6.72 平方千米，位于法国上法蘭西大區索姆省，该省份为法国北部沿海省份，北起加来海峡省和北部省，西接滨海塞纳省和大西洋英吉利海峡，南至瓦兹省，东临埃纳省。
与新博康接壤的市镇（或旧市镇、城区）包括：旧博康、拉弗雷吉蒙圣马丹、布雷勒河畔圣日耳曼。
新博康的时区为UTC+01:00、UTC+02:00（夏令时）。

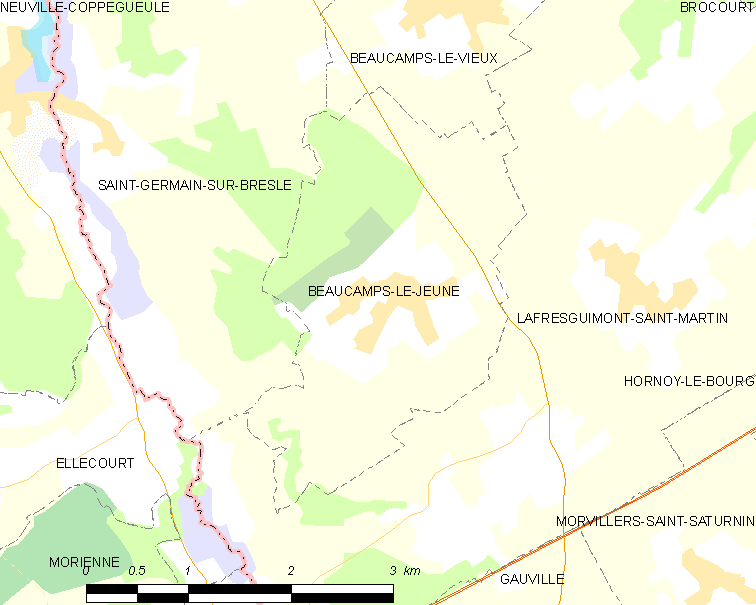
新博康的OSM定位图

## 行政
新博康的邮政编码为80430，INSEE市镇编码为80061。

## 政治
新博康所属的省级选区为皮卡第地区普瓦县。

## 人口

1962-2008年间新博康人口变化图示

新博康于2022年1月1日时的人口数量为193人。